# Apollo 11 (archeologia)
Apollo 11 – jaskinia w południowej Namibii, w górach Huns, w dolinie rzeki Oranje. Stanowisko archeologiczne. Została nazwana na cześć misji kosmicznej Apollo 11, która powróciła na Ziemię w dniu rozpoczęcia prac wykopaliskowych.
Prace wykopaliskowe w jaskini, pod kierownictwem Wolfganga Ericha Wendta, zostały przeprowadzone w latach 1969-1972. Bardzo długa sekwencja warstw stratygraficznych obejmuje poziomy od późnego plejstocenu do holocenu, datowane na okres między 130 a 6 tys. lat temu. W trakcie prac archeologicznych odkryto ponad 50 tysięcy kości zwierzęcych oraz wyrobów kamiennych z okresu środkowego i górnego paleolitu.
Wśród znalezisk z Apollo 11 znajdują się kamienne płytki pokryte realistycznymi malowidłami z przedstawieniami zwierząt, będące najstarszymi znanymi przykładami sztuki figuratywnej z terenu Afryki. Najstarsze z tych malowideł pochodzą z warstw datowanych na ok. 28 000 lat temu, są więc współczesne sztuce oryniacko-graweckiej w zachodniej Europie.